# Voivodato di Leopoli
Il voivodato di Leopoli (in polacco Województwo lwowskie) fu un'unità di divisione amministrativa della Seconda Repubblica di Polonia (la Polonia interbellica) dal 1918 al 1939. Cessò di esistere nel settembre 1939, a seguito dell'invasione tedesca e sovietica della Polonia.

## Popolazione
La sua capitale, nonché città più grande e importante era Leopoli (oggi Lviv, in Ucraina). Consisteva di 27 distretti, 58 città e 252 villaggi. Nel 1921 era abitato da 2.789.0000 persone, mentre dieci anni dopo gli abitanti erano 3.126.300 (il che lo rese il più popoloso dei voivodati della Polonia). Nel 1931 la densità di popolazione era di 110 abitanti/km². La maggioranza della popolazione (57%) era polacca, specialmente nelle contee occidentali. Gli ucraini, che vivevano principalmente nell'est e nel sud-est, erano circa il 33%, mentre gli ebrei erano il 7%. Vi erano anche piccole comunità di armeni, tedeschi e altre nazionalità. Nel 1931 il tasso di analfabetismo era del 23,1%, al pari della media nazionale, ma più basso della media delle regioni orientali polacche.

## Posizione
L'area del voivodato era di 28.402 km²; era situato nella Polonia sud-orientale, e confinava con la Cecoslovacchia a sud, con il voivodato di Cracovia a ovest, con il voivodato di Lublino a nord e con i voivodati di Volinia, voivodato di Stanisławów e voivodato di Ternopil' a est. Il paesaggio era collinare al nord e montagnoso al sud, lungo il confine cecoslovacco, con numerose città termali (come Slawsko). Il 1º gennaio 1937 le foreste coprivano il 23,3% del voivodato.

## Ferrovie e industrie
Nell'opinione generale, la Polonia interbellica era divisa (non ufficialmente) in due parti: la Polonia "A" (meglio sviluppata) e la Polonia "B", meno sviluppata della precedente. Il voivodato di Leopoli era situato al confine tra queste due "regioni". La sua industria era scarsa, e contava solo due centri: la città di Leopoli stessa e la regione meridionale di Boryslav e Drohobycz, ricca di petrolio. Al di fuori di queste aree, il voivodato era sovrappopolato e segnato da disoccupazione e arretratezza, specialmente nelle regioni montagnose meridionali.
Dalla metà degli anni trenta, il governo polacco decise di inaugurare una serie enorme di opere pubbliche, atte alla creazione di una regione altamente industrializzata, conosciuta come Centralny Okręg Przemysłowy. Il progetto copriva le contee occidentali del voivodato, utilizzate per la costruzione di diverse fabbriche nella neonata città di Stalowa Wola per la produzione di acciaio; i motori per aerei e l'artiglieria sarebbero stati prodotti a Rzeszów, mentre le fabbriche di armamenti sarebbero state situate a Sanok. Sfortunatamente il progetto non venne portato a compimento a causa della Campagna di Polonia del 1939.
La rete ferroviaria era ben sviluppata solo nell'area di Leopoli, poiché la città era un importante centro economico; da essa si dipartivano otto linee ferroviarie. Al di fuori del capoluogo, alcune contee (come Kolbuszowa, Brzozów o Jaworów) non possedevano collegamenti ferroviari, mentre altre (Lesko, Lubaczów, Rudki, Stary Sambor) erano molto sottosvilupate. Altri importanti centri erano Rawa Ruska, Rzeszow, Rozwadów, Sambor, Drohobycz, Przeworsk, Chodorów e Przemyśl. Da Lesko a Turka era stata costruita una ferrovia militare che attraverso le gole di Solina è rimasta sempre poco utilizzata e dimenticata.
Il 1º gennaio 1938 la lunghezza totale delle ferrovie all'interno dei confini del voivodato era di 1.534 km, cioè 5,4 km per 100 km².